# Сан-Пьер-д’Изонцо
Сан-Пьер-д’Изонцо (итал. San Pier d'Isonzo) — коммуна в Италии, располагается в регионе Фриули-Венеция-Джулия, в провинции Гориция.
Население составляет 1929 человек (2008 г.), плотность населения составляет 210 чел./км². Занимает площадь 9 км². Почтовый индекс — 34070. Телефонный код — 0481.
Покровителями коммуны почитаются святые апостолы Пётр и Павел, празднование 29 июня.

## Демография
Динамика населения:

## Администрация коммуны
- Официальный сайт: https://web.archive.org/web/20110820131640/http://www.comunesanpierdisonzo.fvg.it/